# Raudonmeižis
Raudonmeižis je potok v západní Litvě, v Žemaitsku, v okrese Tauragė, levý přítok Šešuvisu. Pramení na sever od obce Šilinė v lese Sakalinės miškas, 9,5 km na jih od krajského města Tauragė. Klikatí se v celkovém směru severním. Do Šešuvisu se vlévá u vsi Rūgaliai, jako jeho levý přítok 9,8 km před jeho ústím do Jūry.

## Přítoky
Levý: Judunė (litevská wikipedie uvádí název "Juodunė", litevský autoatlas uvádí název "Juodė") (vlévá se 1,6 km od jeho ústí (hydrologické pořadí: 16010928)

## Původ názvu
Název v litevštině je ovdvozen ze spojení "Raudonas Meižis", to jest "Červený Meižis".

## Sledujte také
- Seznam toků povodí Šešuvisu